# 1999년 삼성 라이온즈 시즌
1999년 삼성 라이온즈 시즌은 삼성 라이온즈가 KBO 리그에 참가한 18번째 시즌이다. 서정환 감독이 팀을 이끈 마지막 시즌이며, 류중일이 주장을 맡았다. 팀은 4팀 중 매직리그 1위(한화 이글스를 1경기 차로 따돌렸다.), 8팀 중 정규시즌 통합승률 3위에 오르며 3년 연속으로 포스트시즌에 진출했고  1985년 1992년 1993년 1995년 1997년 스프링캠프를 치른 베로비치 대신  플로리다 포트 마이어스의 보스턴 레드삭스 전용훈련장에서 전지훈련을 치뤘는데 1997년 LA 다저스에서 자매결연을 전제로 고액의 스프링 캠프 사용료를 요구하자 포트 마이어스에서 해당 년도에 전지훈련을 실시했다. 
하지만, 확실한 에이스의 부재 뿐 아니라 전년도 15선발승을 기록한 베이커가 이 해(1998년)  연봉의 배 이상의 연봉을 불러온  것 외에도 딸까지 둔 가장이었으나 경기가 끝날 때마다 여자를 요구한 데다 평소 주심의 스트라이크 존에 불만이 많아 어느 날 심판 판정에 불복하여 심판에게 욕설을 하는 등 좋지 않은 인성을 가졌던 터라 삼성과 재계약에 실패하여  미국으로 돌아간 데다 고참 성준도 롯데로 이적하여  쓸만한 좌완 투수 부재에 시달린 데 이어 시즌 초중반 구위가 아주 좋았던 이준호 정현욱이 페이스를 유지하는 데 실패해   플레이오프에서 롯데 자이언츠에게 3승 4패로 통한의 역전패를 당했고 이후 한화 이글스가 한국시리즈 우승을 달성하면서 삼성은 통합 4위가 되었는데 10선발승을 기록한 노장진 (15선발승)(4위) 김상진(12선발승)(강병규와 공동 9위) 김진웅 (11선발승) 이들 3명의 평균자책점이 4점대 이상이었던 데다 에이스 김상엽과 외야수 강동우가 부상으로 정규시즌 뿐 아니라 포스트시즌에 나가지 못했고  중견투수 김인철도 발목부상 때문에 전지훈련 도중 중도 귀국했으며 이 탓인지 삼성은 1999년 이후 플로리다 전지훈련과 인연이 끊겼고 타격에서는 백업멤버를 키우지 못한 데다 2~3명 있는 대타요원마저 수비능력이 떨어지거나 기량차가 커  시즌 도중 스미스 김한수 정경배 김기태 신동주 등 주전들이 차례로 한두달씩 슬럼프를 맞아  고전을 하기도 했다.
이 과정에서 1997년 10월 30일부터 3년 계약 형식으로 삼성 감독에 취임한 서정환 감독이 계약기간을 1년 남겨둔 채 11월 1일 사임했고 서정환 감독은 잔여연봉을 챙겨주기 위해 11월 12일부터 사장 보좌역을 맡았으며 해태 김응룡 감독을 영입할 예정이었으나 김 감독이 갑작스럽게 마음을 바꾸자 김용희 수석코치가 같은 날 2년 계약 형식으로 감독 취임했다.
하지만, 김용희 감독 부임 첫 해인 2000년에도 쓸만한 좌완투수 부재에 시달려 같은 해  준플레이오프 2승 1패를 거둔 뒤 진출한 플레이오프에서 4패를 당하자 김용희 감독이  1년 만에 해임당했고 이 과정에서 서정환 사장 보좌역도 물러났으며 삼성은  2001년 정규시즌 1위로 한국시리즈에 진출했으나 역시  쓸만한 좌완투수 부재를 극복하지 못한 채 충격의 역전패를 당해 준우승에 머물러야 했다.

## 타이틀
- 아시아 야구 선수권 대회 금메달: 임창용, 김한수, 이승엽
- 한일 슈퍼게임 국가대표: 임창용, 노장진, 이승엽, 김한수, 김기태
- KBO MVP: 이승엽
- KBO 골든글러브: 김동수 (포수), 이승엽 (1루수), 김한수 (3루수)
- KBO 골든포토상: 이승엽
- 매직글러브: 이승엽 (1루수), 김한수 (3루수)
- 코리아 베스트드레서 스포츠 부문상: 이승엽
- 올스타 선발: 이승엽 (1루수), 정경배 (2루수), 김태균 (유격수), 김한수 (3루수), 신동주 (외야수), 김기태 (지명타자)
- 올스타전 추천선수: 노장진, 임창용
- 컴투스프로야구 레전드 카드: 김한수
- 컴투스프로야구2022 타이틀홀더 라인업: 임창용 (구원투수), 이승엽 (1루수)
- 컴투스프로야구 내일은 MVP 라인업: 이승엽 (지명타자)
- 컴투스프로야구 90년대 올스타: 이승엽 (1루수)
- 컴투스프로야구 아빠와 아들 라인업: 노장진 (선발투수)
- 컴투스프로야구 트레이드 사가 라인업: 김현욱 (중계투수)
- 타자 WAR: 이승엽 (8.73)
- 공격 WAR: 이승엽 (9.56)
- 출장(타자): 이승엽 (132)
- 타석: 이승엽 (614)
- 실질타석: 이승엽 (608)
- 득점: 이승엽 (128)
- 홈런: 이승엽 (54)
- 루타: 이승엽 (356)
- 타점: 이승엽 (123)
- 볼넷: 이승엽 (112)
- 출루율: 이승엽 (0.458)
- 장타율: 이승엽 (0.733)
- OPS: 이승엽 (1.191)
- 선발등판: 김진웅 (31)
- 세이브: 임창용 (38)
- 평균자책점: 임창용 (2.14)

### 퓨처스리그
- 출장(타자): 박종호 (59)
- 남부리그 안타: 김광현 (65)
- 남부리그 1루타: 박종호 (47)
- 2루타: 김광현, 김수관 (19)
- 3루타: 박종호 (4)
- 남부리그 홈런: 김승관 (8)
- 타점: 김광현 (46)
- 4사구: 김승관 (38)
- 완투: 조문식 (4)

## 선수단
- 선발투수 : 노장진, 김상진, 김진웅, 정현욱
- 구원투수 : 김현욱, 전병호, 이준호, 박충식, 정성훈, 최창양, 문남열, 이동은, 감병훈, 이상훈, 박동희, 조계현
- 마무리투수 : 임창용, 조문식, 라형진
- 포수 : 진갑용, 김광현, 정회열, 김지훈, 김영진
- 1루수 : 이승엽
- 2루수 : 정경배, 송재익, 김승관, 김수관
- 유격수 : 김태균, 류중일
- 3루수 : 김한수
- 좌익수 : 스미스, 김종훈
- 중견수 : 황성관, 홀
- 우익수 : 신동주
- 지명타자 : 김기태, 정회선, 장영균, 박규대

## 여담
- 홀은 KBO 리그 역대 최초의 양타 외국인 타자다.
- 이승엽은 전반기 86득점 247루타로 KBO 리그 단일 시즌 전반기 최다 기록을 세웠다.
- 김진웅은 이 시즌까지 통산 129볼넷을 허용하여 KBO 리그 역대 10대 투수 최다 기록을 세웠다.
- 김영진은 1990년대 누적 WAR -3.68로 KBO 리그 최저 기록을 세웠다.
- 이승엽은 이 시즌 쌍방울 레이더스와의 경기에서 97타석 10홈런 27볼넷을 기록하여 단일 시즌 쌍방울 레이더스와의 경기에서 최다 타석, 홈런, 볼넷을 기록한 선수가 되었다.
- 노장진은 이 시즌 쌍방울 레이더스와의 경기에 7번 선발등판하여 856구 6승으로 단일 시즌 쌍방울 레이더스와의 경기에 최다 선발등판, 최다 투구, 최다 승리 투수가 되었다.
- 노장진은 이 시즌 쌍방울 레이더스와의 경기에서 볼넷 33개를 허용하여 단일 시즌 쌍방울 레이더스와의 경기에서 최다 볼넷을 허용한 선수가 되었다.
- 정경배는 이 시즌 쌍방울 레이더스와의 경기에서 7사구를 기록하여 단일 시즌 쌍방울 레이더스와의 경기에서 최다 사구를 기록한 선수가 되었다.
- 정경배는 이 시즌 월요일 경기 4사구로 KBO 리그 역대 단일 시즌 월요일 경기 최다 기록을 세웠다.
- 노장진은 이 시즌 월요일 경기에서 볼넷 28개를 허용하여 KBO 리그 역대 단일 시즌 월요일 경기 최다 기록을 세웠다.
- 김상진은 이 시즌 월요일 경기에서 희생플라이 4개를 허용하여 KBO 리그 역대 단일 시즌 월요일 경기 최다 기록을 세웠다.
- 김진웅은 KBO 리그 사상 포스트시즌 진출팀 투수 최초로 단일 시즌 100이닝 100자책점을 기록했다.
- 플레이오프 당시, 삼성은 4차전까지 3승 1패로 앞섰으나, 확실한 에이스의 부재 뿐 아니라[15] 전년도 15선발승을 기록한[16] 베이커가 이 해(1998년)  연봉의 배 이상의 연봉을 불러온[17]  것 외에도 딸까지 둔 가장이었지만 경기가 끝날 때마다 여자를 요구한 데다 평소 주심의 스트라이크 존에 불만이 많아 어느 날 심판 판정에 불복하여 심판에게 욕설을 하는 등[18] 좋지 않은 인성을 가졌던 터라 삼성과 재계약에 실패하여  미국으로 돌아간 데다 고참 성준도 1997년 플레이오프에서의 부진 탓인지[19]  전년도(1998년) 플레이오프 엔트리에서 제외되었으며 결국 1998년 시즌 뒤  롯데로 이적해 쓸만한 좌완 투수 부재에 시달려 5~7차전을 모두 1점 차로 내주고 탈락했는데 이 중 5, 7차전은 연장 승부였으며 삼성은 2000년 시즌 후  쓸만한 좌완 선발투수 보강을 위해  베니토 바에스를 영입할 예정이었지만[20]  바에스가 계약 직전 메이저리그(플로리다 말린스) 스프링캠프에 합류하여 무산됐다.
- 신동주는 6월 24일 LG 트윈스와의 더블헤더 2차전에서 2루 도루, 3루 도루, 홈스틸을 모두 기록하여 KBO 리그 최초의 사이클링 도루를 달성했다.
- 임창용은 구원투수로만 71경기에 출전하며 규정 이닝을 채우고 38세이브 WAR 7.48을 기록하여 KBO 리그 역대 단일 시즌 최다, 최고 기록을 세웠다. 참고로 이는 규정이닝을 채운 투수 중 단일 시즌 최다 구원등판 기록이기도 하다.
- 이승엽은 KBO 리그 역대 최초로 단일 시즌 100볼넷 100삼진을 기록했다.
- 이승엽은 KBO 리그 역대 최초로 단일 시즌 600타석을 소화했으며, 최초로 50홈런을 달성했다.
- 이승엽이 54홈런, 스미스가 40홈런을 쳤다. 40홈런 타자가 한 팀에서 2명이 나온 건 이 시즌의 삼성 라이온즈가 KBO 리그 역대 최초였다.
- 이승엽은 순장타율 0.410으로 규정 타석 충족 타자 중 KBO 리그 역대 단일 시즌 최고 기록을 세웠다.